# Vervoeging
Vervoeging of conjugatie is het veranderen van de vorm van een werkwoord om de tijd, persoon, genus, modus of aspect aan te geven. Het veranderen van naamwoorden is hier enigszins mee vergelijkbaar en heet verbuiging.
Er zijn talen, zoals het Latijn, die verschillende betekenisaspecten van het werkwoord ontlenen aan de vervoeging. Veel moderne talen, zoals het Nederlands, gebruiken zowel de vervoeging als aanvullende woorden om de betekenis aan te geven.
Talen waarin het werkwoord veel verschillende vervoegde vormen kent, worden ook wel  synthetische talen genoemd. Voorbeelden hiervan zijn het Latijn, het Russisch en in iets mindere mate het Duits en het Frans. Talen waarin werkwoorden in het gebruik maar weinig worden verbogen, heten analytisch. Voorbeelden zijn het Engels en het Nederlands.
De vervoegingen van de werkwoorden zijn in de verschillende talen meestal zeer onregelmatig. Om bijvoorbeeld het Frans of het Duits te leren, is het nodig alle verbuigingen per werkwoord uit het hoofd te kennen. In het Engels komen per werkwoord alleen de drie tijden: tegenwoordige tijd, verleden tijd en voltooid deelwoord voor, waarbij het present continuous telt als een vorm van de tegenwoordige tijd. De vervoeging van de werkwoorden in het Engels is ogenschijnlijk eenvoudiger dan in het Frans of het Duits.
Zogeheten  isolerende talen, zoals het Mandarijn-Chinees, vervoegen werkwoorden helemaal niet, omdat er andere woorden gebruikt worden om de betekenisaspecten weer te geven die in andere talen door middel van de vervoeging worden weergegeven.